# Банк Тайваню

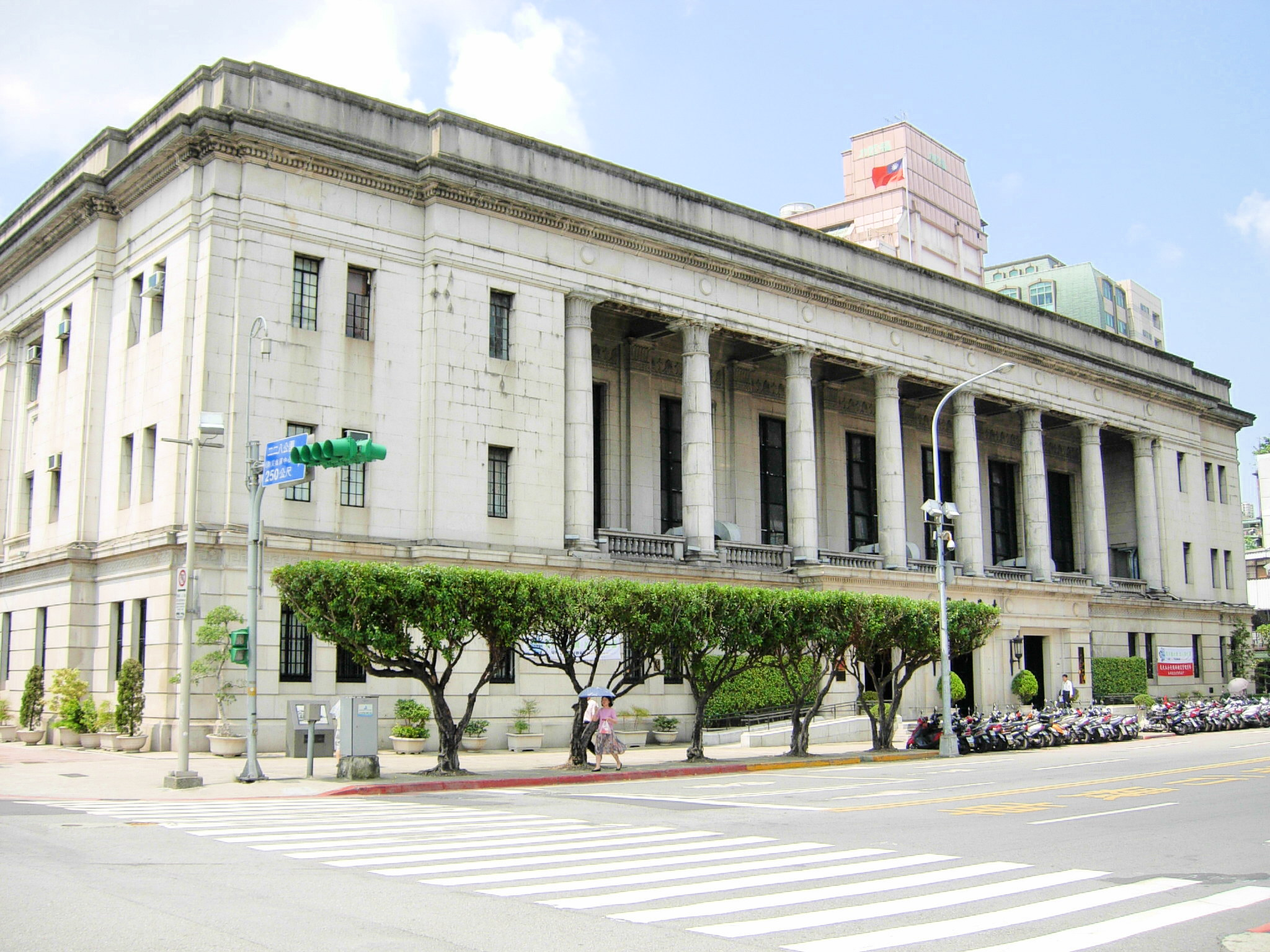
Головний офіс Банку Тайваню в Тайбеї

Банк Тайваню (кит. трад.: 臺灣銀行; піньїнь: Táiwān Yínháng; певедзі: Tâi-oân gîn-hâng) — комерційний банк зі штаб-квартирою в Тайбеї, Тайвань. Він був основним емітентом банкнот на острові з 1899 по 1961 рік, коли цю роль перебрав на себе Центральний банк Китаю (нині Центральний банк Китайської Республіки). Банк Тайваню належить уряду Республіки Китай.

## Історія

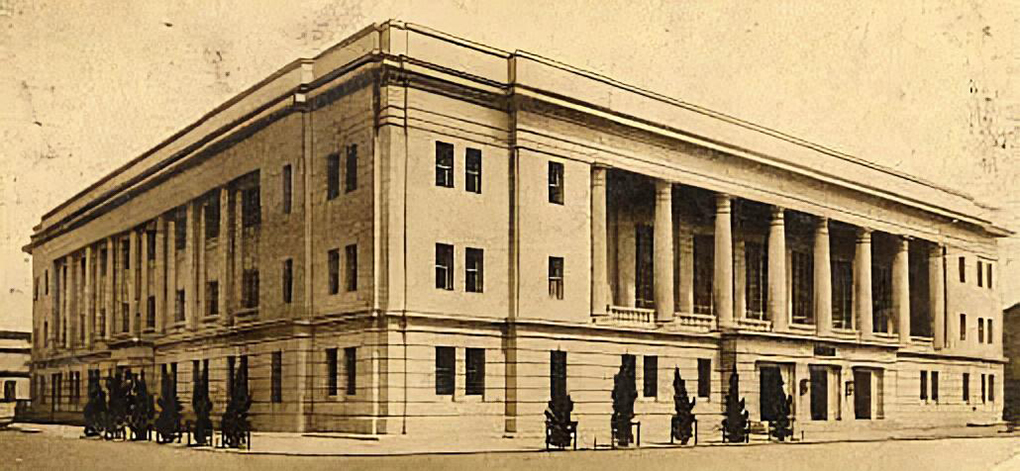
Головний офіс Банку Тайваню в 1939 році

Банк Тайваню був заснований як центральний банк Тайваню в 1899 році під час правління Японії. Створення банку було дозволено в 1897 році Законом про банки Тайваню, який заохочував японські підприємства, такі як групи Mitsubishi та Mitsui, інвестувати в Тайвань. Між Банком Nippon Kangyo та Банком Тайваню відбулася широка співпраця. Фінансова криза, з якою зіткнулися ці банки в 1927 році, була подолана за допомогою Банку Японії. Відділення банків були створені в інших частинах Азії в міру розширення Японської імперії, включаючи райони в Китаї та Південно-Східній Азії.
Після капітуляції Японії в 1945 році уряд Республіки Китай (на чолі з Китайською націоналістичною партією, або Гоміндан) перебрав Банк Тайваню та почав випуск тайванських доларів, також відомих як Тайванський націоналістичний юань, через Банк Тайваню. Цю валюту зараз називають «старим тайванським доларом». Серйозна інфляція цієї валюти під час громадянської війни в Китаї змусила Банк Тайваню випустити новий тайванський долар у 1949 році. Після втрати Гомінданом материкового Китаю в Громадянській війні і його подальшого відступу до Тайваню, Банк Тайваню продовжував друкувати банкноти острова, поки Центральний банк Китаю не взяв на себе цю роль у 1961 році. Банк Тайваню керувався урядом провінції Тайвань до 1998 року, коли управління було передано Міністерству фінансів Республіки Китай. У 2001 році Центральний банк Китаю взяв на себе завдання з випуску нового тайванського долара.
Наразі Банк Тайваню має загалом 169 внутрішніх філій, а також філії в Токіо, Сінгапурі, Гонконзі та Китайській Народній Республіці. Відділення також були відкриті в Нью-Йорку, Лос-Анджелесі, Лондоні та Південній Африці.
У липні 2007 року Банк Тайваню об'єднався з Центральним Трастом (中央信託局) у рамках урядової фінансової реформи. Банк продовжує працювати як незалежна компанія, яка бере на себе деякі аспекти банківського бізнесу Трасту. У січні 2008 року Банк став частиною Taiwan Financial Holdings Group (臺灣金融控股公司), який також містить BankTaiwan Securities і BankTaiwan Life Insurance.

## Корпоративна структура

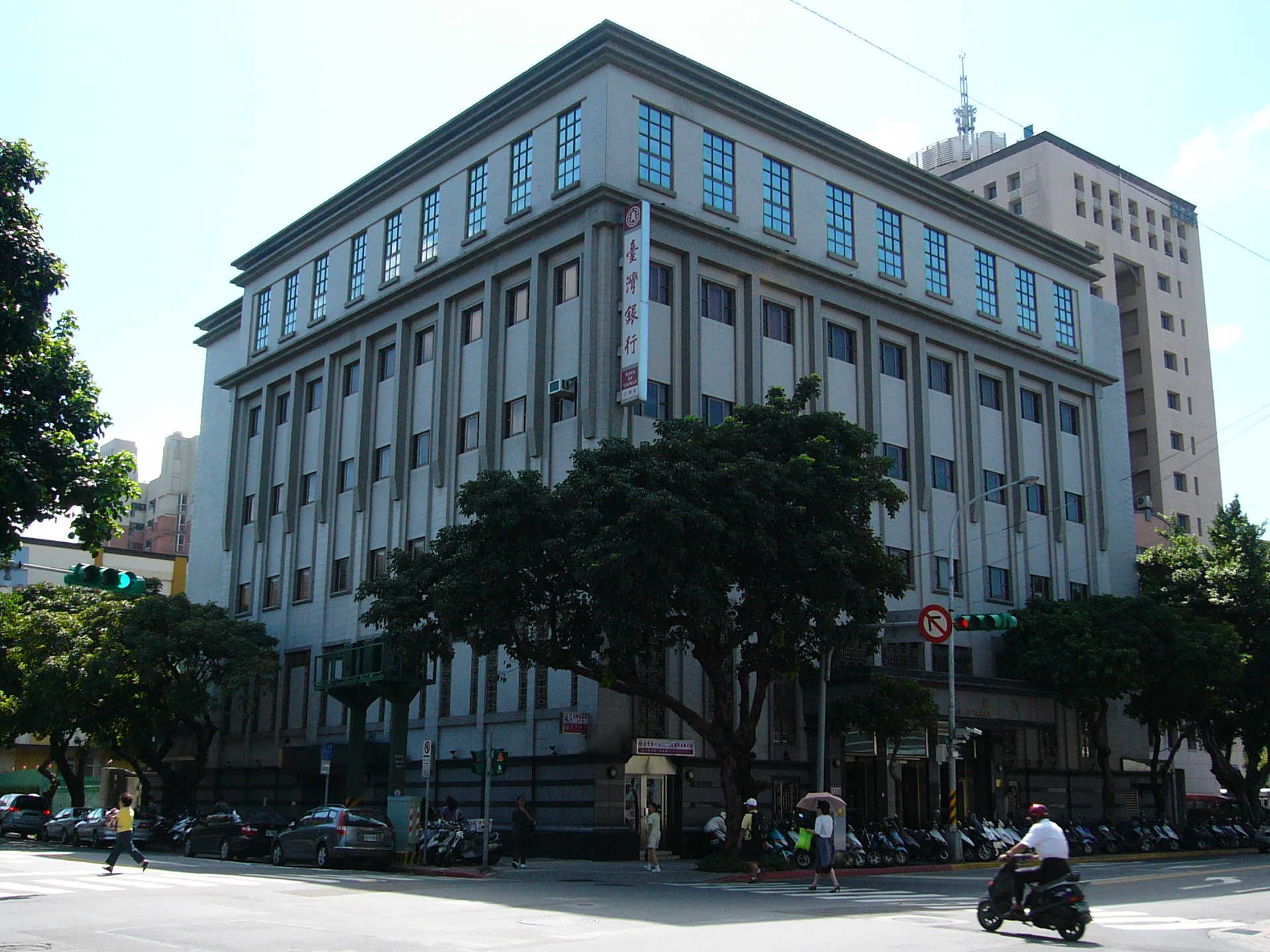
Відділ державного казначейства

Відділ економічних досліджень

Банк Тайваню зараз складається з таких відділів бізнесу:
- Відділ планування
- Відділ обігу
- Відділ бізнесу
- Відділ управління ризиками
- Відділ корпоративних фінансів
- Відділ державного казначейства
- Відділ споживчого фінансування
- Відділ міжнародної банківської справи
- Відділ казначейства
- Відділ трестів
- Відділ електронного банкінгу
- Відділ управління капіталом
- Відділ кредитного менеджменту
- Відділ страхування державних службовців
- Відділ управління нерухомим майном
- Відділ закупівель
- Відділ внутрішньогосподарської діяльності
- Відділ управління навантаженнями
- Відділ кредитного аналізу
- Відділ дорогоцінних металів
- Відділ бухгалтерського обліку
- Відділ юридичної роботи
- Відділ кадрів
- Відділ інформаційного менеджменту
- Відділ загальних справ
- Відділ економічних досліджень
- Відділ етики
- Секретаріат